# Pignasecca

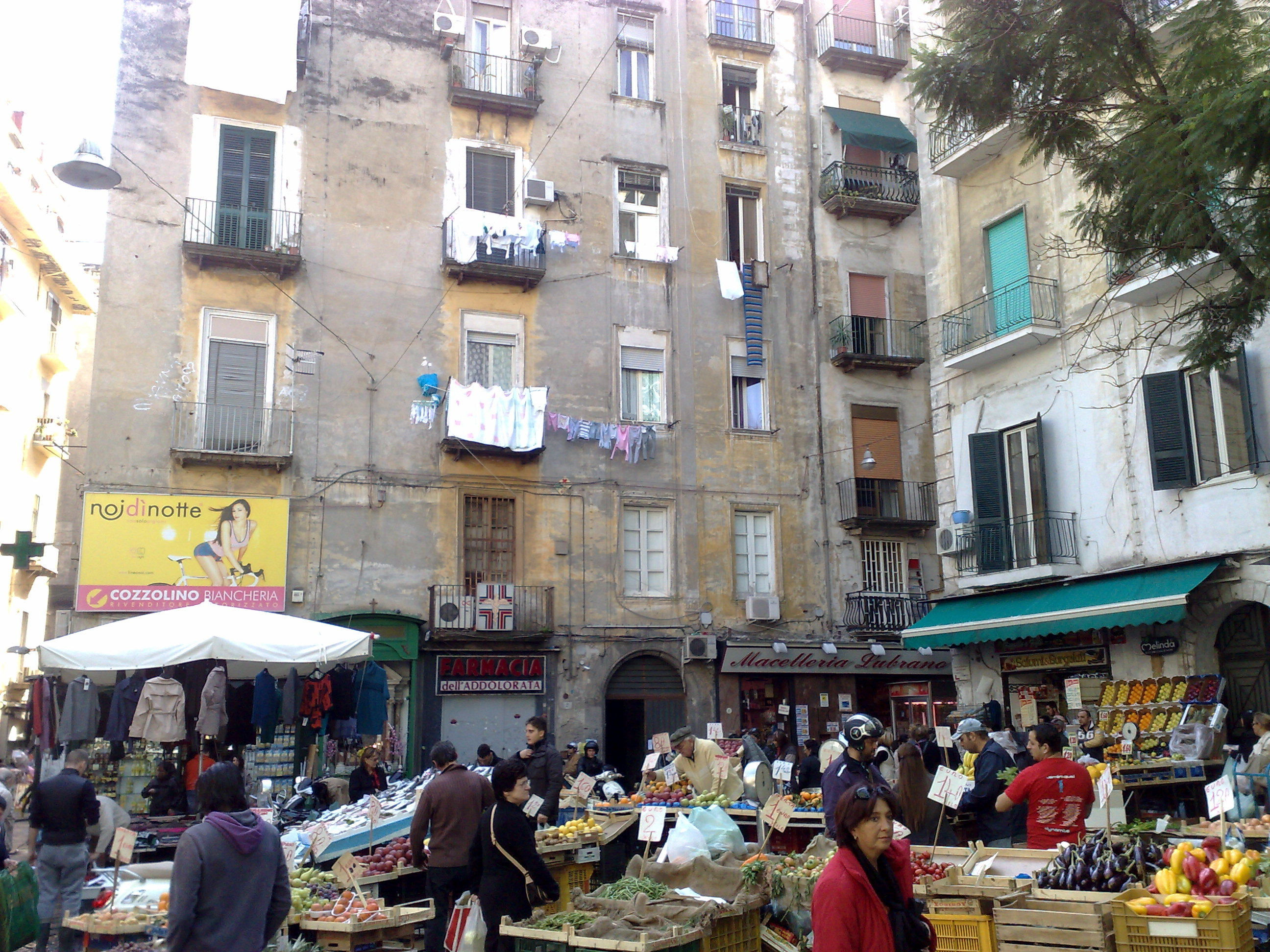
Una imagen del mercado de la Pignasecca.

La Pignasecca es una zona de Nápoles, Italia, situada en el barrio de Montecalvario de la segunda municipalidad.

## Descripción

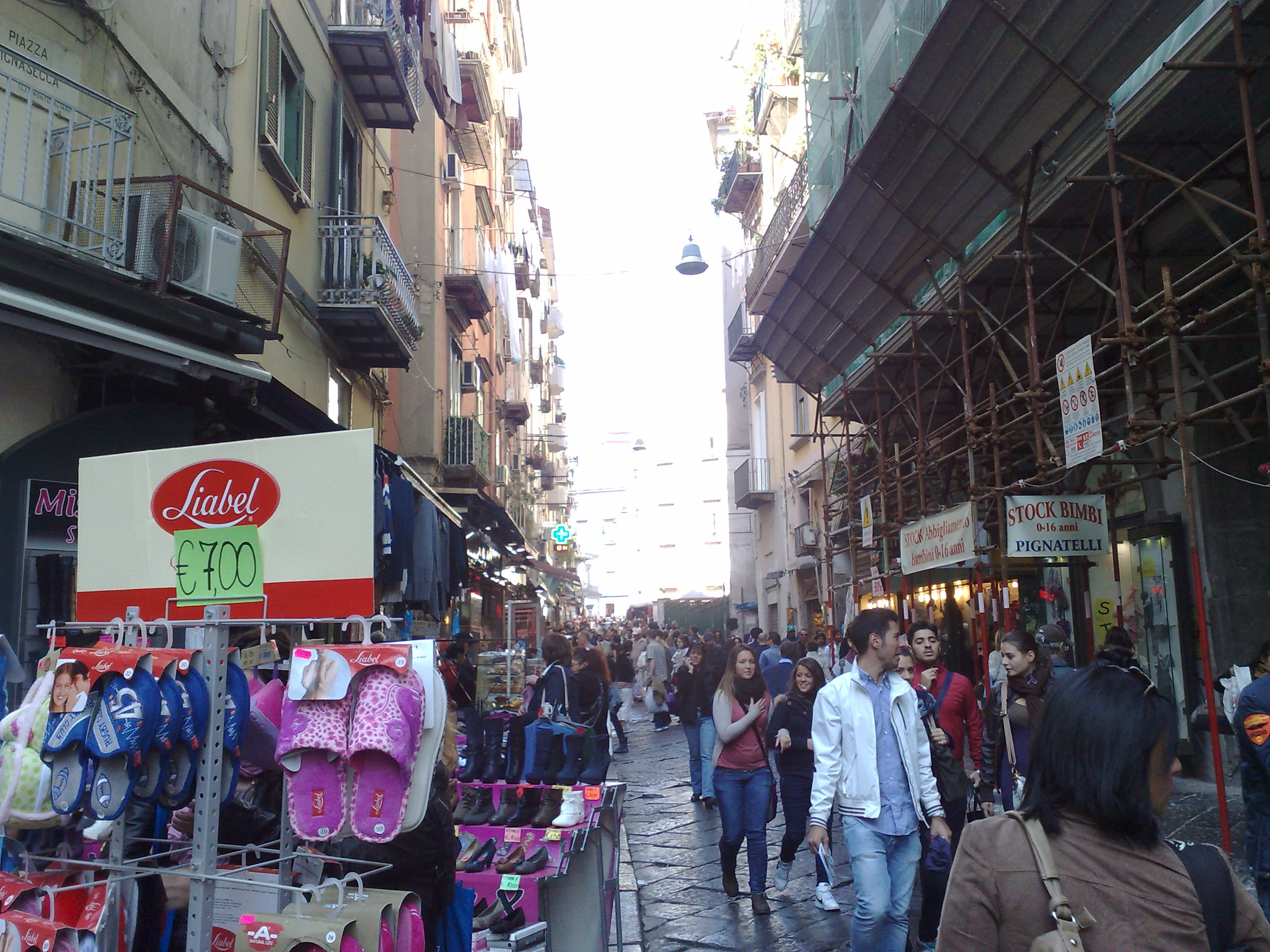
Una calle de la Pignasecca, la Via Portamedina.

Situada en el eje Piazza Carità-estación de Montesanto-Ventaglieri, enclavada entre la Via Toledo y la parte septentrional de los Quartieri Spagnoli, es uno de los lugares más populares, sugestivos y folclóricos de Nápoles. Aquí se realiza uno de los mercados más antiguos de la ciudad.

## Historia
Antiguamente la zona era propiedad de la familia Pignatelli di Monteleone y era conocida con el topónimo Biancomangiare (literalmente, «blanco comer»), que procedía de un merengue fabricado en la zona. En la actual Piazza di Montesanto había antiguamente un hipódromo con toreros y picadores, construido durante el virreinato español.

## Etimología
Existen al menos dos variantes sobre la etimología de la zona, cuyo nombre data de en torno al 1500:
- La primera hipótesis afirma que tras la construcción de la Via Toledo se nivelaron todos los terrenos agrícolas de la zona. Solo sobrevivió un pino (en napolitano pigna), el cual posteriormente se secó dando el nombre de Pignasecca a la zona.[1]
- La segunda hipótesis está vinculada a una leyenda que afirma que en esta zona había un denso bosque de pinos poblado por muchas urracas. Un día una de estas urracas robó el anillo al obispo de la ciudad mientras estaba en la cama con su ama de casa. Este, en venganza, excomulgó a todas las urracas una a una y unos pocos días después el bosque se secó y las urracas se marcharon, dejando ese lugar árido, la Pignasecca.[2]

## El mercado

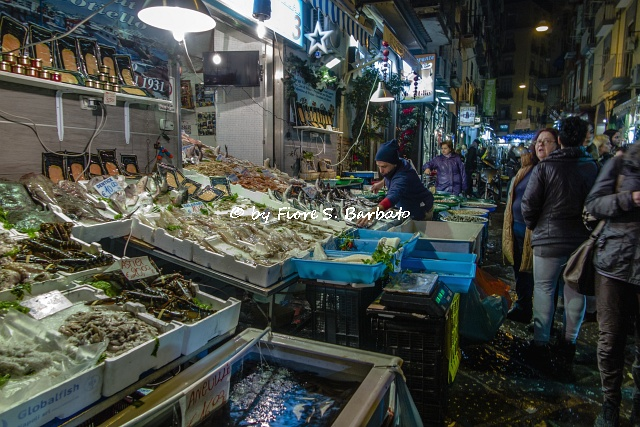
El mercado de la Pignasecca en Nochebuena.

El mercado de la Pignasecca, ubicado en pleno centro de la ciudad y frecuentado por miles de personas cada día, está bien comunicado gracias al funicular de Montesanto, que permite alcanzar el Vomero, y a las estaciones terminales de las líneas Cumana y Circumflegrea, además de la estación Montesanto de la línea 2 del Metro de Nápoles.
Una parte del mercado de la Pignasecca fue descrito en 1884 por Matilde Serao en su libro El vientre de Nápoles:

Todo el barrio de la Pignasecca, desde el Largo della Carità hasta los Ventaglieri, pasando por Montesanto, está obstruido por un mercado continuo. Hay tiendas, pero todo se vende en la calle; las aceras han desaparecido, ¿quién las ha visto alguna vez? Los macarrones, las verduras, los productos coloniales, las frutas, los embutidos y los quesos, todo, todo en la calle, expuesto al sol, a las nubes, a la lluvia; las cajas, el mostrador, las balanzas, las vitrinas, todo, todo en la calle; allí se fríe, hay una famosa freidora; allí se venden melones, hay un melonero famoso por sus gritos; van y vienen los burros cargados de fruta, el burro es el dueño tranquilo y poderoso de la Pignasecca.

Aquí la novela experimental también podría aplicar su tradicional sinfonía de los olores, ya que se experimentan melodías inconcebibles: el aceite frito, el embutido rancio, el queso fuerte, la pimienta machacada en un mortero, el vinagre agudo, el bacalao suave... En medio de la sinfonía de la Pignasecca está el gran motivo profundo e inquietante, la venta del pescado, especialmente del atún a pleno sol, en algunos puestos inclinados.
Matilde Serao, El vientre de Nápoles.

## La Pignasecca en la música

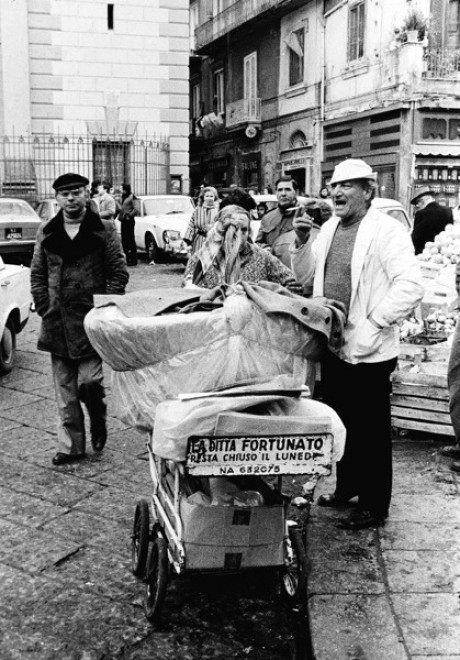
El vendedor ambulante Fortunato Bisaccia (con la gorra blanca) en el mercado de la Pignasecca.

La Pignasecca, con sus mercados de productos usados y productos típicos, puestos de comida callejera y los gritos de los vendedores ambulantes, ha sido descrita también a través de la música, por dos intérpretes napolitanos de música ligera.
En 1977 Pino Daniele, en su primer álbum Terra mia, incluyó la canción Fortunato, dedicada a una de las figuras históricas de la Pignasecca, Fortunato Bisaccia, un vendedor ambulante de taralli napolitanos conocido por toda la ciudad, que vendía su producto gritando «Fortunato tene a rrobba bella! 'Nzogna 'nzogn» y fue descrito por el cantautor en los siguientes versos:

Furtunato

tene 'a rrobba bella

e pe' chesto adda alluccà

è 'na vita ca pazzeja

p'e vie 'e chesta città.

Saluta 'e ffemmene

a'ncoppa 'e barcune

viecchie, giuvene e guagliune

ce sta chi dice ca è l'anema

'e chesta città.

Fortunato tene a rrobba bella! 'Nzogna 'nzogn.
Pino Daniele, Fortunato.

En 1987, el videoclip de la canción Chi beve, chi beve del álbum OK Italia de Edoardo Bennato fue grabado casi completamente en el mercado de la Pignasecca. En el vídeo, el propio Bennato interpreta a un pescadero y a un vendedor de cigarrillos de contrabando, cantando sus típicos reclamos:

Sigarette sigarette, gassose chi beve

sigarette sigarette, gassose chi beve…

'E palammetre songhe vive, 'e palammetre a mille lire

'e cchiù belle da Pignasecca, so vive, so vive

sigarette sigarette, tre pacchette seimila lire

statte zitto statte zitto, c'arrivano 'e guardie!…

Chi 'e beve, chi 'e beve, ll'ova fesche…

Chi 'e beve, chi 'e beve, ll'ova fesche…
Edoardo Bennato, Chi beve, chi beve.

Sin embargo, quizá la canción que más de todas ha traducido a la música los sonidos, los gritos y las mercancías vendidas en la Pignasecca, dando verdaderamente la idea de encontrarse en medio del mercado, es seguramente 'A rumba d' 'e scugnizze de Raffaele Viviani.